# Elio Alcindor
Elio Alcindor (Departamento Sur, Haití, 19 de enero de 1975) es un cantante y compositor de música cristiana. Desde su debut en 2013, ha lanzado dos álbumes y diversas colaboraciones con otros cantantes.
Elio ha sido nominado y galardonado en varias oportunidades en países de Latinoamérica, Canadá y EE. UU. a las galas Hollywood Music in Media Awards, Praise Music Awards, Premios El Galardón, Latin Awards Canada, entre otras.

## Biografía
Hijo de pastores, canadiense de origen haitiano, Elio Alcindor es compositor, misionero, profesor y médico. Ha estado involucrado en la música de alabanza y adoración desde muy temprana edad, lo cual sigue haciendo en varios idiomas incluidos español, francés, creole e inglés.
Posterior a sus estudios secundarios, en el año 1996, llegó a Venezuela, donde cursó Medicina en las aulas de la Universidad Central de Venezuela, y cumpló labores ministeriales en la ‘Iglesia Evangélica Pentecostal Las Acacias’ y en la capital mirandina, en el ‘Centro Cristiano Los Teques’. Siendo médico, ha estado siempre involucrado activamente en ministerio de adoración y alabanza de su iglesia.
En el año 2011, regresó con su familia a Venezuela donde labora como médico y colabora con el Ministerio de Adoración y Alabanza de su iglesia en Los Teques. En 2014, a tan solo un mes de haber lanzado su primer disco Úsame Señor, sufrió la muerte súbita de su esposa, siendo padre de 3 hijos.

## Carrera artística
Su primer álbum, Úsame Señor, fue lanzado en 2014, del cual le valió múltiples nominaciones. Después de muchos años lidiando con la pérdida de su primera esposa, pudo resurgir a través de la música y el posterior lanzamiento de Glorifícate en 2018, álbum que le valió un premio y diversas nominaciones.
En 2020, lanzó su sencillo «Hosanna» del cual, una vez más, le valió un premio como Artista Cristiano del Año con Latin Awards Canadá y múltiples nominaciones con varias academias.
En 2021, hizo el lanzamiento de «Vamos a celebrar» invitando a todos celebrar a Dios aun en medio de las dificultades. «Vamos a celebrar» ha recibido 10 nominaciones en diferentes academias de EE. UU., Canadá, Colombia entre otros.
«Haz lo que quieras» y «Poderoso», sus últimas producciones, las cuales promocionó en Expolit 2022. Lanzó «So Powerful», una versión en inglés de «Poderoso» en colaboración con Kristal Chalmers, una cantante cristiana canadiense.
Después de haber lanzado su tema «Alaba a Dios» en varios idiomas en 2023, Elio presentó la versión en español del tema «Bless The Lord with Me» del reconocido Obispo T.D Jakes de la iglesia Potter’s House en Dallas, Texas.

## Vida personal
Estuvo casado con Erchelle Alcindor quien falleció en 2014. De este primer matrimonio nacieron su hijo varón Elliott Alcindor, seguido por su hija Erchley Alcindor y Ruthchelle Alcindor. Después del fallecimiento de su esposa Erchelle, se mudó a Canadá con sus 3 hijos en el año 2015. Se volvió a casar en 2021 con Victoria Alcindor, 7 años después de la muerte de su primera esposa.

## Premios y reconocimientos
- 2023: Mejor solista masculino del año - Monster Music Awards
- 2023: Mejor canción en colaboración por «Mi vida es tuya» junto a Light Ramírez - Premios El Galardón Canada
- 2022: Artista Cristiano del Año - Latin Awards Canada
- 2022: Cantante masculino del año y Canción en colaboración - Premios El Galardón Canadá[20]
- 2022: EP del Año - VOGMA
- 2020: Artista Cristiano del Año - Latin Awards Canada[21]
- 2015: Cantante Masculino Internacional - Premios Arca Internacional[11]
- 2007 – 2010: Misionero en la República Dominicana, Leader de los Ministerios Elim Shammah Internacional

### Nominaciones
- 2023: Colaboración del año - GMA Canada Covenant Awards[22]
- 2022: Cantante Masculino; Video musical por «Vamos a celebrar»; Canción en colaboración por «So Powerful» junto a Kristal Chalmers; y Canción del año por «Poderoso» — Premios El Galardón Canadá
- 2022: Voices Of Gospel Music Awards (VOGMA) USA[23]
- 2022: Cantante Masculino - Premios El Galardón Internacional
- 2021: Cantante Internacional Masculino del Año - Praise Music Awards (Colombia)[24]
- 2021: Cantautor/Compositor del año, Artista Cristiano del Año y Mejor Vídeo Musical - Latin Awards Canada
- 2021: Canción latina por «Vamos a celebrar» - Hollywood Music in Media Awards (HMMA) – Hollywood, CA[25]
- 2018: Mejor Álbum Masculino por Glorifícate - Premios Arca Internacional[26]
- 2016: Canción Tradicional del Año por «Todo por mí» - Premios AMCL
- 2014: Canción tradicional del año por «Úsame Señor» y Álbum Revelación del año por Úsame Señor - Premios AMCL

## Discografía

### Álbumes de estudio
- 2014: Úsame Señor
- 2018: Glorifícate

### Sencillos
- 2020: «Hosanna» [27]
- 2021: «Vamos a celebrar»
- 2022: «Haz lo que quieras»
- 2022: «Poderoso» [28]
- 2022: «So Powerful»
- 2023: «Mi vida es tuya» (con Light Ramírez) [29]
- 2023: «Praise the Lord» (Spanish, English, Haitian Creole & French)
- 2023: «Bendice al Señor» (Spanish version of «Bless the Lord with me» por T.D. Jakes)